# تایشی نیشیوکا
تایشی نیشیوکا (انگلیسی: Taishi Nishioka؛ زادهٔ ۲۸ ژوئیهٔ ۱۹۹۴) بازیکن فوتبال اهل ژاپن است.